# 藻菌類
藻菌類（Phycomycetes）とは、鞭毛菌門と接合菌門をまとめた分類群の名称として、かつて使われた言葉である。現在ではみかけることはまずないが、中学校・高等学校の理科においては資料集等に使われている例が見られ、植物病理学など応用分野で使われることもある。科学用語としてはほとんど死語であるが、若干記述しておく。
生物の分類で二界説が現役であった頃、菌類は植物とみなされていた。植物は光合成をするが、菌類は光合成をしない。したがって、菌類は光合成能力を失った、哀れな植物だと言うような認識であった。しかしながら、実際に光合成能力を失って、寄生生活する藻類は実在するから、これは荒唐無稽な発想と言うものではない。
とにかく、植物のどれかが光合成能力を失って、菌類としての進化を歩みはじめたと考えた訳である。それでは、菌類の起源になった植物は何か、というような過程を経て、黄緑藻類のフシナシミドロあたりが菌類の先祖の候補にあがってきた。なぜなら、ミズカビ類は胞子に鞭毛を持つカビであり、これは菌類の中では原始的な特徴と見られ、それとフシナシミドロ類が、栄養体の形や、有性生殖の形等、実によく似ていたからである。栄養体は両者共に糸状で隔壁がなくて多核体である。
そこで、これを起源として菌類の進化を考えると、胞子が鞭毛を持つ鞭毛菌門と、鞭毛は持たないが、多核体の菌糸を形成する接合菌門がこれに該当する。そう言う訳で、この2つの菌類が、藻類に近い菌類と言う意味から、藻菌とよばれることになった。
しかしながら、その後鞭毛菌門は解体され、ミズカビ類は実は菌類ではない事が現在では確実視されている。そのため、藻菌類という言葉は成立する基盤を失った。
ただし、ミズカビを含む卵菌類は、現在では、実は菌類と別系統で、むしろ黄緑藻類と近縁である（ストラメノパイル）とされている。全てが間違っていた訳ではないと言えよう。